# 科圖什
51°45′47″N 24°47′59″E / 51.76306°N 24.79972°E
科圖什（烏克蘭語：Котуш），是烏克蘭西北部的村莊，隸屬沃倫州的卡明-卡希爾斯基區。該村面積0.98平方公里，海拔高度150米，2001年人口262，人口密度每平方公里267.35人。